# Joachim Adukor
Joachim Adukor (* 2. května 1993) je ghanský fotbalový záložník, který v současnosti působí v klubu CD Trofense. Může nastoupit i na postu útočníka.

## Klubová kariéra
Joachim Adukor přišel do Gefle IF ve svých 18 letech v roce 2011. V lednu 2014 byl na testech v týmu nováčka Gambrinus ligy 1. SC Znojmo. Půl roku nesehnal angažmá, až v červnu 2014 podepsal smlouvu s portugalským CD Trofense.